# Šurany
Šurany er en by i det vestlige Slovakiet. Byen ligger i regionen Nitra, ved bredden af floden Nitra. Den ligger kun 110 kilometer fra den slovakiske hovedstad  Bratislava. Byen har et areal på 59,81 km² og en befolkning på 9.562(2021) indbyggere.

## Eksterne links
- Officiel hjemmeside

- Wikimedia Commons har flere filer relateret til Šurany